# Leone de Lazara
Leone de Lazara (1397 – Padova, 14 dicembre 1471) è stato un giurista e politico italiano, figura nobiliare di spicco della Padova quattrocentesca.

## Biografia
Nacque verosimilmente nel Padovano da Francesco e da una Simona di cui non si conosce il casato. I Lazara erano una famiglia nobile che aveva fatto grande fortuna durante la signoria dei Carraresi.
Rimasto orfano del padre, fu affidato al prozio Nicolò de Lazara, una personalità di grande rilievo per la casata poiché la traghettò indenne durante l'arrivo della Serenissima. Fu da questi avviato alla carriera ecclesiastica: già nel 1406 compare tra i canonici della cattedrale di Padova, mentre nel 1413 ricevette gli ordini minori dal vescovo Pietro Marcello. Studiò poi diritto canonico ma non si addottorò.
Morta la madre nel 1421 e il prozio nel 1423, de Lazara tornò allo stato laicale e intraprese gli studi in diritto civile, laureandosi il 27 settembre 1424. Nello stesso giorno sposò Lucia Vitaliani, nobile padovana figlia di Palamino e Benedetta Calza.
Leone de Lazara dimorava in una casa di contrada Calfura che negli anni trasformò in un grande palazzo inglobando le costruzioni adiacenti, appartenute agli eredi di Ugolino Scrovegni perseguiti come congiurati e ribelli dai Veneziani. Suoi erano anche altri stabili cittadini, come una parte delle Beccherie vecchie, e numerosi possedimenti sparsi specialmente nella zona dei Colli Euganei (Monselice, Merlara, Valle dell'Abate, Faedo, Calaone, Torreglia, Bosco di Piove di Sacco). Le rendite che ne derivavano, ovviamente, erano assai consistenti, senza contare le entrate dovute ai commerci, anche di beni pregiati come i libri.
Nel 1424 ottenne la cattedra di Lectura notarie all'università di Padova, tuttavia la sua attività accademica durò poco poiché il governo veneziano lo nominò vicario podestarile, sostanzialmente un consulente in appoggio ai rettori veneziani. Svolse l'incarico a partire dal 7 ottobre 1425 dapprima al fianco del podestà di Feltre Alvise Storlado, quindi a Vicenza, Udine, Bergamo e Verona (dove lavorò con Francesco Barbaro). Nell'ambito del Comune padovano fu inoltre rettore dell'arte della lana e deputato ad utilia.

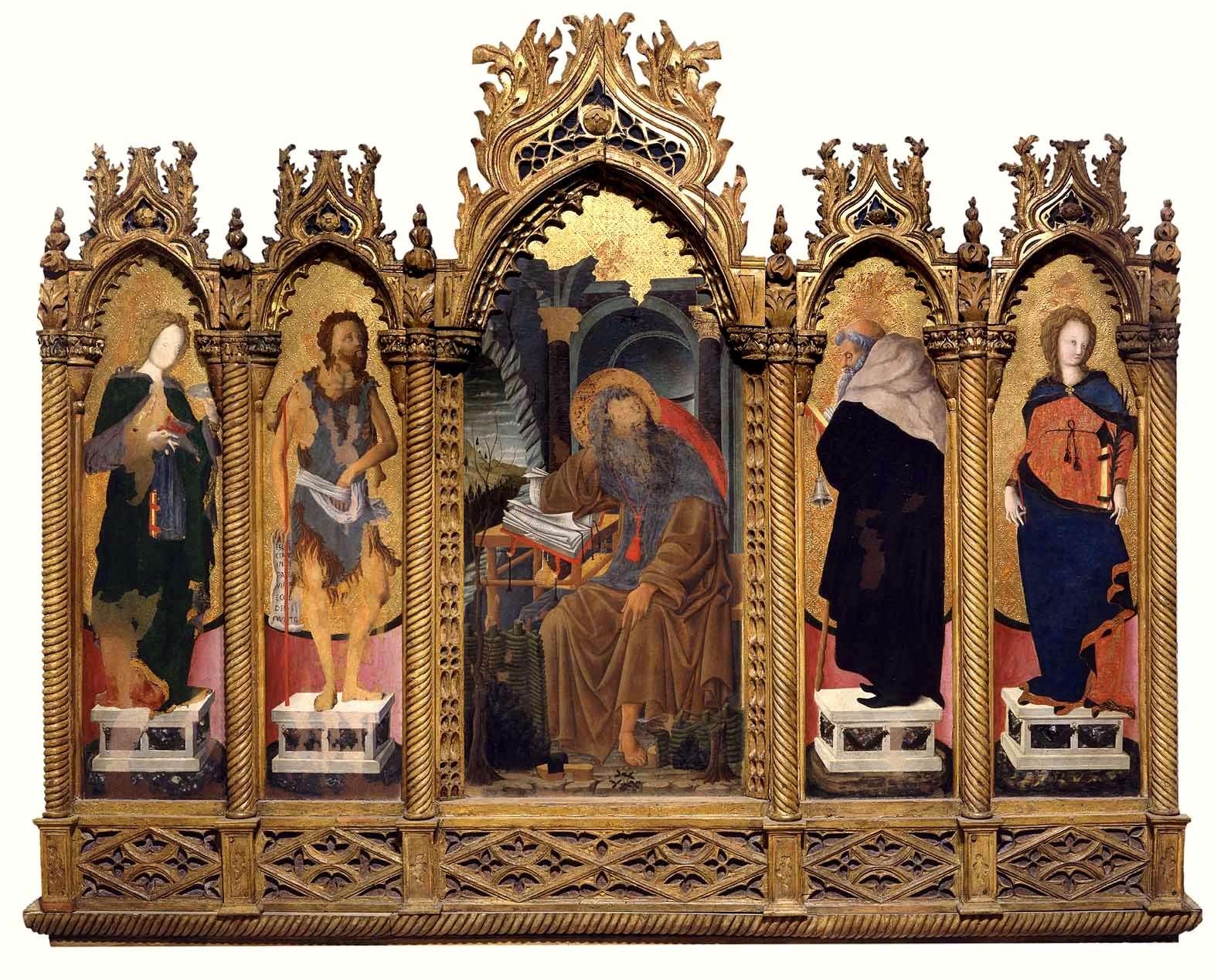
Francesco Squarcione, Polittico de Lazara, 1449-1452.

Rimasto vedovo nel 1448, si risposò con Pantasilea di Prosdocimo Braziolo, sorella del dottore in leggi Francesco e a sua volta vedova del dottore in arti e medicina Cristoforo Barzizza. In memoria della prima moglie fece costruire la cappella di San Girolamo nella chiesa dei Carmini, commissionando a Francesco Squarcione una pregevole ancona che da lui prese il nome di Polittico de Lazara.
Il 16 gennaio 1452 l'imperatore Federico III del Sacro Romano Impero gli confermò la nobiltà e lo nominò cavaliere. Ricevette titoli analoghi dal re di Cipro il 23 settembre 1455.
Dopo aver venduto il suo palazzo di contrada Calfura ad Antonio Frigimelica, ne acquistò un altro nel Borgo dei Rogati. Morta anche la seconda moglie, sposò Franceschina di Gabriele Bello, veneziana.
Concluse la sua vita amaramente, gravato dall'età e dalle preoccupazioni familiari: nel 1466 morì di peste il figlio prediletto Francesco (aveva seguito le sue orme studiando diritto civile), mentre un altro figlio, Nicolò, sperperò le ricchezze paterne indebitandosi per oltre cinquemila ducati. Fece testamento il 3 novembre 1469 e spirò due anni dopo, venendo sepolto nella chiesa di Santa Maria in Vanzo.
Quando era ancora celibe ebbe tre figlie naturali (di cui una morta bambina); dai vari matrimoni gli nacquero altri nove figli, ma solo cinque sopravvissero all'infanzia.
Leone de Lazara fu autore di alcuni scritti di successo che tuttavia vennero presto dispersi. Inoltre, mentre era vicario a Bergamo, redasse gli statuti della Val Seriana superiore e nel 1454 rinnovò quelli di Padova.